# 1096年
| 千纪： | 2千纪 |
| 世纪： | 10世纪 \| 11世纪 \| 12世纪                                                                                     |
| 年代： | 1060年代 \| 1070年代 \| 1080年代 \| 1090年代 \| 1100年代 \| 1110年代 \| 1120年代                               |
| 年份： | 1091年 \| 1092年 \| 1093年 \| 1094年 \| 1095年 \| 1096年 \| 1097年 \| 1098年 \| 1099年 \| 1100年 \| 1101年     |
| 纪年： | 丙子年（鼠年）；辽寿昌二年；北宋紹聖三年；西夏天祐民安七年；大理天授元年；越南會豐五年；日本嘉保三年，永長元年 |

## 大事记
- 瞎征繼位為青唐唃廝囉國第四任君主，國內大亂。
- 西夏小梁太后與夏崇宗李乾順親自率領軍隊進攻宋朝，號稱五十萬大軍，攻下金明砦而去，其後知渭州章楶在石門峽江口好水河修建二城，被賜名平夏城與靈平砦。
- 高昇泰臨終囑咐其子高泰明還政段氏，於是高泰明擁立段正明的弟弟段正淳為大理國皇帝。
- 10月——平民十字軍進攻安那托利亞與伊茲尼克，被塞爾柱穆斯林擊潰。

## 出生
- 金睿宗，完顏宗堯，女真名訛里朵（1135年去世，39岁）
- 王希孟，中國宋代畫家。

## 逝世
- 阿里骨，青唐唃廝囉國第三任君主。
- 高昇泰，北宋年間雲南大中國皇帝，滇东白蛮领袖。